# Lijst van nationale statistische instituten
Dit is een lijst van nationale statistische instituten. Deze verzamelen op landelijk niveau allerlei statistische informatie in opdracht van de overheid. In het Nederlands taalgebied zijn het Nederlandse Centraal Bureau voor de Statistiek (CBS), de Belgische Algemene Directie Statistiek en Economische Informatie (Statbel) en het Surinaamse Algemeen Bureau voor de Statistiek het bekendst. Er zijn ook internationale en gewestelijke statistische instituten zoals van de Europese Unie, de Caribische Gemeenschap, het Internationale Statistische Instituut (ISI), de Pacifische Gemeenschap, Subsaharaans-Afrika, de Verenigde Naties, de Vlaamse Gemeenschap en Wallonië.
| Land                          | Organisatie                                                                                         | Website |
| ----------------------------- | --------------------------------------------------------------------------------------------------- | --- |
| Afghanistan                   | Central Statistics Organization                                                                     | www.cso.gov.af – gearchiveerd, nsia.gov.af                                                                          |
| Åland                         | Ålands Statistik                                                                                    | www.asub.ax |
| Albanië                       | Instituut voor Statistiek                                                                           | www.instat.gov.al                                                                                                   |
| Algerije                      | Office national des Statistiques (ONS)                                                              | www.ons.dz |
| Andorra                       | Departament d'Estadística                                                                           | www.estadistica.ad                                                                                                  |
| Angola                        | Instituto Nacional de Estatistica                                                                   | www.ine.gov.ao – gearchiveerd, www.ine.gov.ao                                                                       |
| Anguilla                      | Statistics Department                                                                               | www.gov.ai |
| Argentinië                    | Instituto Nacional de Estadística y Censos (INDEC)                                                  | www.indec.gov.ar – gearchiveerd, www.indec.gob.ar                                                                   |
| Armenië                       | Nationale Statistische Dienst van de Republiek Armenië                                              | www.armstat.am |
| Aruba                         | Central Bureau of Statistics (CBS)                                                                  | cbs.aw |
| Australië                     | Australian Bureau of Statistics (ABS)                                                               | www.abs.gov.au |
| Azerbeidzjan                  | Statistisch Staatscomité van de Azerbeidzjaanse Republiek                                           | www.azstat.org |
| Bahama's                      | Financial Services Board                                                                            | www.bfsb-bahamas.com                                                                                                |
| Bahrein                       | Central Informatics Organisation                                                                    | www.cio.gov.bh – gearchiveerd, www.data.gov.bh                                                                      |
| Bangladesh                    | Bengaals Bureau voor Statistieken                                                                   | www.bbs.gov.bd |
| Barbados                      | Barbados Statistical Service                                                                        | www.barstats.gov.bb – gearchiveerd                                                                                  |
| België                        | Statbel                                                                                             | statbel.fgov.be |
| Belize                        | Belize Central Statistical Office                                                                   | www.statisticsbelize.org.bz                                                                                         |
| Benin                         | Institut National de la Statistique Benin (INSAE)                                                   | www.insae-bj.org |
| Bermuda                       | Departement of Statistics                                                                           | wwww.statistics.gov.bm                                                                                              |
| Bhutan                        | Nationaal bureau voor de statistiek (Bhutan)                                                        | www.nsb.gov.bt – gearchiveerd, www.nsb.gov.bt                                                                       |
| Bolivia                       | Instituto Nacional de Estadística                                                                   | www.ine.gob.bo – gearchiveerd, www.ine.gob.bo                                                                       |
| Bosnië en Herzegovina         | Statistisch Agentschap van Bosnië en Herzegovina (BHAS)                                             | www.bhas.ba |
|                               | Statistisch Instituut van de Servische Republiek                                                    | www.rzs.rs.ba |
| Botswana                      | Central Statistics Office of Botswana                                                               | www.cso.gov.bw |
| Brazilië                      | Instituto Brasileiro de Geografia e Estatística (IBGE)                                              | www.ibge.gov.br |
| Britse Maagdeneilanden        | Central Statistics Office                                                                           | www.bvi.gov.vg/statistics                                                                                           |
| Bulgarije                     | Nationaal Statistisch Instituut van Bulgarije                                                       | www.nsi.bg |
| Burkina Faso                  | Institut national de la statistique et de la démographie (INSD)                                     | www.insd.bf |
| Myanmar (Birma)               | Centrale Statistische Organisatie                                                                   | www.csostat.gov.mm                                                                                                  |
| Burundi                       | Institut de la Statistique et des Études Économiques du Burundi (ISEEBU)                            | www.isteebu.bi |
| Cambodja                      | Nationaal Instituut voor Statistiek                                                                 | www.nis.gov.kh |
| Canada                        | Statistics Canada                                                                                   | www.statcan.gc.ca                                                                                                   |
| Centraal-Afrikaanse Republiek | Institut centrafricain des statistiques, des études économiques et sociales (ICASEES)               | www.stat-centrafrique.com                                                                                           |
| Chili                         | Instituto Nacional de Estadísticas                                                                  | www.ine.cl |
| China                         | Nationaal Bureau voor Statistiek van China                                                          | www.stats.gov.cn |
| Colombia                      | Departamento Administrativo Nacional de Estadística (DANE)                                          | www.dane.gov.co |
| Comoren                       | Institut Nationale de la Statistique et des Études Économiques et Démographiques (INSEED)           | www.inseed.km |
| Congo-Brazzaville             | Centre national de la statistique et des études économiques (CNSEE)                                 | www.cnsee.org |
| Congo-Kinshasa                | Institut national de la statistique (INS)                                                           | |
| Cookeilanden                  | Cook Islands Statistics Office (CIS)                                                                | www.mfem.gov.ck/statistics                                                                                          |
| Costa Rica                    | Instituto Nacional de Estadística y Censos                                                          | www.inec.go.cr |
| Cuba                          | Oficina Nacional de Estadística e Información (ONEI)                                                | www.one.cu |
| Curaçao                       | Central Bureau of Statistics Curaçao (CBS)                                                          | www.cbs.cw |
| Cyprus                        | Statistische Dienst van de Republiek Cyprus                                                         | www.mof.gov.cy |
| Denemarken                    | Danmarks Statistik                                                                                  | www.dst.dk |
| Djibouti                      | Direction des statistiques et des études démographiques (DISED)                                     | www.dised.dj |
| Dominicaanse Republiek        | Oficina Nacional de Estadística                                                                     | www.one.gob.do |
| Duitsland                     | Statistisches Bundesamt                                                                             | www.destatis.de |
| Ecuador                       | Instituto Nacional de Estadística y Censos                                                          | www.ecuadorencifras.gob.ec                                                                                          |
| Egypte                        | Staatsinformatiedienst Egypte                                                                       | www.sis.gov.eg |
| Egypte                        | Centraal Agentschap voor Publieke Mobilisatie en Statistiek (CAPMAS)                                | www.capmas.gov.eg                                                                                                   |
| El Salvador                   | Dirección General de Estadística y Censos                                                           | www.digestyc.gob.sv                                                                                                 |
| Equatoriaal-Guinea            | Dirección General de Estadística y Cuentas Nacionales                                               | www.dgecnstat-ge.org                                                                                                |
| Eritrea                       | Nationaal Statistisch Kantoor                                                                       | geen website |
| Estland                       | Statistikaamet                                                                                      | www.stat.ee |
| Ethiopië                      | Centrale Statistische Dienst (CSA)                                                                  | www.csa.gov.et |
| Faeröer                       | Hagstova Føroya                                                                                     | www.hagstova.fo |
| Fiji                          | Fiji Islands Bureau of Statistics                                                                   | www.statsfiji.gov.fj                                                                                                |
| Filipijnen                    | Philippine Statistics Authority (PSA)                                                               | psa.gov.ph |
| Finland                       | Statistikcentralen                                                                                  | www.stat.fi |
| Frankrijk                     | Institut national de la statistique et des études économiques (INSEE)                               | www.insee.fr |
| Frankrijk                     | Institut National d'Études Démographiques (INED)                                                    | www.statistique-publique.fr – gearchiveerd, www.ined.fr                                                             |
| Frans-Polynesië               | Institut de la statistique de la Polynésie française (ISPF)                                         | www.www.ispf.pf – gearchiveerd, www.ispf.pf                                                                         |
| Gabon                         | Direction Générale des Statistique du Gabon (DGS, voorheen DGSEE)                                   | www.stat-gabon.ga – gearchiveerd, www.stat-gabon.org                                                                |
| Gambia                        | Central Statistics Department (CSD)                                                                 | www.csd.gm – gearchiveerd,                                                                                          |
| Georgië                       | Nationaal Statistisch Bureau (GeoStat)                                                              | www.geostat.ge |
| Ghana                         | Ghana Statistical Services                                                                          | www.statsghana.gov.gh                                                                                               |
| Gibraltar                     | Government of Gibraltar Statistics                                                                  | www.gibraltar.gov.gi/statistics – gearchiveerd, www.gibraltar.gov.gi/statistics                                     |
| Grenada                       | Central Statistics Office                                                                           | www.finance.gd/index.php/central-statistics-office                                                                  |
| Griekenland                   | Nationale Statistische Dienst van Griekenland                                                       | www.statistics.gr                                                                                                   |
| Groenland                     | Statistics Greenland                                                                                | www.stat.gl |
| Guam                          | Bureau of Statistics and Plans (BSP)                                                                | www.bsp.guam.gov |
| Guatemala                     | Instituto Nacional de Estadística                                                                   | www.ine.gob.gt/ine                                                                                                  |
| Guinee                        | Direction nationale de la statistique (DNS)                                                         | www.stat-guinee.org                                                                                                 |
| Guinee-Bissau                 | Instituto Nacional de Estatistica e Censos                                                          | www.stat-guinebissau.com                                                                                            |
| Guyana                        | Guyana Bureau of Statistics                                                                         | www.statisticsguyana.gov.gy                                                                                         |
| Honduras                      | Instituto Nacional de Estadística y Censos                                                          | www.ine-hn.org |
| Hongkong                      | Census and Statistics Department                                                                    | www.censtatd.gov.hk                                                                                                 |
| Hongarije                     | Központi Statisztikai Hivatal                                                                       | www.portal.ksh.hu – gearchiveerd, www.ksh.hu                                                                        |
| Ierland                       | Central Statistics Office of Ireland                                                                | www.cso.ie |
| IJsland                       | Hagstofa Íslands                                                                                    | www.statice.is |
| India                         | Indian Agricultural Statistics Research Institute                                                   | www.censusindia.gov.in                                                                                              |
|                               | Indian Statistical Institute                                                                        | www.isical.ac.in |
|                               | Ministry of Statistics and Programme Implementation                                                 | www.mospi.nic.in |
|                               | Badan Pusat Statistik                                                                               | www.bps.go.id |
| Iran                          | Statistisch Centrum van Iran                                                                        | www.sci.org.ir – gearchiveerd, www.amar.org.ir                                                                      |
| Israël                        | Israëlisch Centraal Bureau voor Statistiek                                                          | www.cbs.gov.il |
| Italië                        | Istituto Nazionale di Statistica (ISTAT)                                                            | www.istat.it |
| Ivoorkust                     | Institut National de la Statistique de Côte d'Ivoire (INS)                                          | www.ins.ci |
| Jamaica                       | Statistical Institute of Jamaica                                                                    | www.statinja.gov.jm                                                                                                 |
| Japan                         | Bureau voor de Statistiek van Japan                                                                 | www.stat.go.jp |
| Jordanië                      | Departement voor de Statistiek                                                                      | www.dos.gov.jo |
| Kaapverdië                    | Instituto Nacional de Estatistica                                                                   | www.ine.cv |
| Kameroen                      | Institut national de la statistique (INS)                                                           | www.statistics-cameroon.org                                                                                         |
| Kazachstan                    | Commissie voor de Statistiek                                                                        | stat.gov.kz |
| Kenia                         | Kenya national bureau of statistics (KNBS)                                                          | www.knbs.or.ke |
| Kirgizië                      | Nationaal Statistisch Comité van de Kirgizische Republiek                                           | www.stat.kg |
| Kiribati                      | Kiribati Statistics Office                                                                          | www.spc.int/prism/kiribati – gearchiveerd, www.mfed.gov.ki/our-work/national-statistics-office                      |
| Kosovo                        | Statistisch Kantoor van Kosovo                                                                      | esk.rks-gov.net |
| Kroatië                       | Centraal Bureau voor de Statistiek                                                                  | www.dzs.hr |
| Laos                          | Lao Statistics Bureau                                                                               | www.nsc.gov.la – gearchiveerd, www.lsb.gov.la                                                                       |
| Lesotho                       | Bureau voor Statistiek van Lesotho                                                                  | www.bos.gov.ls |
| Letland                       | Centraal Statistisch Bureau van Letland                                                             | www.csb.gov.lv |
| Libanon                       | Centrale Administratie voor Statistiek (CAS)                                                        | www.cas.gov.lb |
| Liberia                       | Liberia Institute of Statistics and Geo-Information Services (LISGIS)                               | www.lisgis.net |
| Liechtenstein                 | Amt für Statistik (AS)                                                                              | www.stat.gov.lt |
| Litouwen                      | Departement van Statistiek van Litouwen                                                             | www.stat.gov.lt |
| Luxemburg                     | Institut national de la statistique et des études économiques du Grand-Duché du Luxembourg (STATEC) | www.statistiques.public.lu                                                                                          |
| Macau                         | Direcção dos Serviços de Estatística e Censos (DSEC)                                                | www.dsec.gov.mo |
| Madagaskar                    | Institut national de la statistique (INSTAT)                                                        | www.instat.mg |
| Malawi                        | National Statistical Office of Malawi                                                               | www.nsomalawi.mw |
| Maleisië                      | Departement voor de Statistiek Maleisië                                                             | www.statistics.gov.my                                                                                               |
| Malediven                     | Ministerie van Planning en Nationale Ontwikkeling                                                   | www.planning.gov.mv                                                                                                 |
| Mali                          | Institut national de la statistique (INSTAT)                                                        | www.instat.gov.ml – gearchiveerd, www.instat-mali.org                                                               |
| Malta                         | Nationaal Bureau voor de Statistiek (NSO)                                                           | www.nso.gov.mt |
| Marokko                       | Haut-commissariat au Plan                                                                           | www.hcp.ma/ |
| Marshalleilanden              | Office of Management and Statistics                                                                 | www.spc.int |
| Mauritanië                    | Office national de la statistique (ONS)                                                             | www.ons.mr |
| Mauritius                     | Statistics Mauritius                                                                                | statsmauritius.gov.mu                                                                                               |
| Mexico                        | Nationaal Instituut voor Statistiek, Geografie en Informatica (INEGI)                               | www.inegi.org.mx – gearchiveerd, www.inegi.org.mx                                                                   |
| Micronesië                    | Federated States of Micronesia Division of Statistics                                               | www.spc.int – gearchiveerd, www.fsmstatistics.fm                                                                    |
| Moldavië                      | Nationaal Bureau voor de Statistiek van de Republiek Moldavië                                       | www.statistica.md                                                                                                   |
| Monaco                        | Institut Monégasque de la Statistique et des Études Économiques (IMSEE)                             | www.imsee.mc |
| Mongolië                      | Nationaal Bureau voor de Statistiek                                                                 | www.nso.mn |
| Montenegro                    | Bureau voor de Statistiek van Montenegro                                                            | www.monstat.org |
| Mozambique                    | Instituto Nacional de Estatística                                                                   | www.ine.gov.mz |
| Namibië                       | Namibia Statistics Agency (NSA)                                                                     | www.nsa.org.na |
| Nauru                         | Bureau voor de Statistiek van Nauru                                                                 | www.spc.int/prism/nauru                                                                                             |
| Nederland                     | Centraal Bureau voor de Statistiek                                                                  | www.cbs.nl |
| Nepal                         | Centraal Bureau voor de Statistiek van Nepal                                                        | www.cbs.gov.np |
| Nicaragua                     | Instituto Nacional de Información de Desarrollo (INIDE)                                             | www.inide.gob.ni |
| Nieuw-Caledonië               | Institut de la Statistique et des Études Économiques (ISEE)                                         | www.isee.nc |
| Nieuw-Zeeland                 | Statistics New Zealand                                                                              | www.stats.govt.nz                                                                                                   |
| Niger                         | Institut National de la Statistique du Niger (INS)                                                  | www.stat-niger.org                                                                                                  |
| Nigeria                       | National Bureau of Statistics of Nigeria                                                            | www.nigerianstat.gov.ng                                                                                             |
| Niue                          | Niue Statistics                                                                                     | www.spc.int/prism/niue                                                                                              |
| Noord-Korea                   | onbekend                                                                                            | onbekend |
| Noordelijke Marianen          | Central Statistics Division (CSD)                                                                   | www.commerce.gov.mp/divisions/central-statistics – gearchiveerd, ver1.cnmicommerce.com/divisions/central-statistics |
| Noord-Macedonië               | State Statistical Office                                                                            | www.stat.gov.mk |
| Noorwegen                     | Statistisk sentralbyrå                                                                              | www.ssb.no |
| Oeganda                       | Oegandees Bureau voor de Statistiek                                                                 | www.ubos.org |
| Oekraïne                      | Dienst voor de Statistiek van Oekraïne                                                              | www.ukrstat.gov.ua                                                                                                  |
| Oezbekistan                   | Nationaal Bureau voor de Statistiek van de Republiek Oezbekistan                                    | www.stat.uz |
| Oman                          | Nationaal Centrum voor Statistiek en Informatie van Oman                                            | www.ncsi.gov.om |
| Oostenrijk                    | Statistik Austria                                                                                   | www.statistik.at |
| Oost-Timor                    | Direcção Geral de Estatística                                                                       | www.dne.mof.gov.tl – gearchiveerd, www.statistics.gov.tl                                                            |
| Pakistan                      | Bureau voor de Statistiek van Pakistan                                                              | www.pbs.gov.pk |
| Palau                         | Office of Planning and Statistics                                                                   | www.spc.int/prism/country/pw/stats – gearchiveerd, ROP Statistical Yearbooks                                        |
| Palestina                     | Palestijns Centraal Bureau voor de Statistiek                                                       | www.pcbs.gov.ps |
| Panama                        | Dirección de Estadística y Censo                                                                    | www.contraloria.gob.pa                                                                                              |
| Papoea-Nieuw-Guinea           | Nationaal Bureau voor de Statistiek van Papoea-Nieuw-Guinea                                         | www.spc.int/prism/country/pg/stats                                                                                  |
| Paraguay                      | Direción General de Estadísticas, Encuestas y Censos                                                | www.dgeec.gov.py |
| Peru                          | Instituto Nacional de Estadística e Informática                                                     | www.inei.gob.pe |
| Polen                         | Główny Urząd Statystyczny (GUS)                                                                     | www.stat.gov.pl |
| Portugal                      | Instituto Nacional de Estatística (INE)                                                             | www.ine.pt |
| Roemenië                      | Nationaal Instituut voor de Statistiek                                                              | www.insse.ro |
| Rusland                       | Rosstat                                                                                             | www.gks.ru |
| Rwanda                        | Nationaal Instituut voor de Statistiek van Rwanda(NISR)                                             | www.statistics.gov.rw                                                                                               |
| Salomonseilanden              | Solomon Islands National Statistics Office                                                          | www.spc.int/prism/solomons/ – gearchiveerd, www.statistics.gov.sb                                                   |
| Samoa                         | Bureau voor de Statistiek van Samoa (SBS)                                                           | www.sbs.gov.ws |
| San Marino                    | Ufficio Programmazione Economica Centro Elaborazione Dati e Statistica (UPECEDS)                    | www.statistica.sm                                                                                                   |
| Saint Lucia                   | Overheidsdepartement Statistiek                                                                     | data.govt.lc/group/central-statistical-office                                                                       |
| Sao Tomé en Principe          | Instituto Nacional de Estatistica                                                                   | www.ine.st |
| Saoedi-Arabië                 | General Authority for Statistics (GASTAT)                                                           | www.cdsi.gov.sa – gearchiveerd, www.stats.gov.sa                                                                    |
| Senegal                       | Agence nationale de la statistique et de la démographie (ANSD)                                      | www.ansd.sn |
| Servië                        | Bureau voor de Statistiek van de Republiek Servië                                                   | www.stat.gov.rs |
| Seychellen                    | Nationaal Bureau voor de Statistiek van de Seychellen                                               | www.nsb.gov.sc – gearchiveerd, www.nsb.gov.sc                                                                       |
| Sierra Leone                  | Statistics Sierra Leone                                                                             | www.statistics.sl                                                                                                   |
| Singapore                     | Department of Statistics                                                                            | www.singstat.gov.sg                                                                                                 |
| Slovenië                      | Statistični urad Republike Slovenije                                                                | www.stat.si |
| Slowakije                     | Bureau voor de Statistiek van de Slowaakse Republiek                                                | www.statistics.sk                                                                                                   |
| Soedan                        | Centraal Bureau voor de Statistiek van Soedan                                                       | www.cbs.gov.sd |
| Sri Lanka                     | Departement van Volkstelling en Statistiek                                                          | www.statistics.gov.lk                                                                                               |
| Spanje                        | Instituto Nacional de Estadística (INE)                                                             | www.ine.es |
| Suriname                      | Algemeen Bureau voor de Statistiek in Suriname                                                      | www.statistics-suriname.org                                                                                         |
| Swaziland                     | Centraal Bureau voor de Statistiek van Swaziland                                                    | www.swazistats.org.sz                                                                                               |
| Syrië                         | Centraal Bureau voor de Statistiek in Syrië                                                         | |
| Tadzjikistan                  | Agentschap voor Statistiek van Tadzjikistan                                                         | www.stat.tj – gearchiveerd, www.stat.tj                                                                             |
| Taiwan                        | National Statistics                                                                                 | www.stat.gov.tw |
| Tanzania                      | Nationaal Bureau voor de Statistiek van Tanzania (NBS)                                              | www.nbs.go.tz |
| Thailand                      | Nationaal Bureau voor de Statistiek van Thailand (NSO)                                              | www.nso.go.th |
| Togo                          | Institut National de la Statistique et des Études Économiques et Démographiques (INSEED – Togo)     | www.stat-togo.org – gearchiveerd, www.stat-togo.org, www.inseed.tg                                                  |
| Tokelau                       | National Statistics Office                                                                          | www.tokelaunso.tk                                                                                                   |
| Tonga                         | Tonga Department of Statistics                                                                      | www.spc.int |
| Transnistrië                  | onbekend                                                                                            | onbekend |
| Trinidad en Tobago            | Centraal Bureau voor de Statistiek                                                                  | www.cso.gov.tt |
| Tsjaad                        | Institut national de la statistique, des études économiques et démographiques (INSEED)              | www.inseed-tchad.org                                                                                                |
| Tsjechië                      | Tsjechisch Statistisch Kantoor                                                                      | www.czso.cz |
| Tunesië                       | Institut National de la Statistique (INS)                                                           | www.ins.nat.tn – gearchiveerd, ins.nat.tn                                                                           |
| Turkije                       | Turks Statistisch Instituut                                                                         | www.turkstat.gov.tr                                                                                                 |
| Turkmenistan                  | Staatscomité van Turkmenistan voor Statistiek                                                       | www.stat.gov.tm |
| Tuvalu                        | Centrale Statistiekafdeling (CSD)                                                                   | www.spc.int/prism/tuvalu                                                                                            |
| Uruguay                       | Instituto Nacional de Estadística                                                                   | www.ine.gub.uy |
| Vanuatu                       | Vanuatu National Statistics Office (VNSO)                                                           | www.vnso.gov.vu |
| Venezuela                     | Oficina Central de Estadística e Informática                                                        | www.ine.gov.ve |
| Verenigde Arabische Emiraten  | Federale autoriteit voor concurrentievermogen en statistiek (FCSA)                                  | fcsa.gov.ae[dode link]                                                                                              |
|                               | Ministerie van Economie                                                                             | www.economy.gov.ae                                                                                                  |
| Verenigd Koninkrijk           | Office for National Statistics (ONS)                                                                | www.statistics.gov.uk                                                                                               |
| Verenigde Staten              | Fedstats                                                                                            | www.usa.gov/statistics                                                                                              |
|                               | United States Census Bureau                                                                         | www.census.gov |
|                               | Bureau of Economic Analysis (BEA)                                                                   | www.bea.gov |
|                               | Bureau of Justice Statistics (BJS)                                                                  | www.bjs.gov |
|                               | Bureau of Labor Statistics (BLS)                                                                    | www.bls.gov |
|                               | Bureau of Transportation Statistics (BTS), U.S. Department of Transportation                        | www.bts.gov |
|                               | U.S. Department of Commerce                                                                         | www.commerce.gov |
|                               | Economic Research Service (ERS), U.S. Department of Agriculture                                     | www.ers.usda.gov |
|                               | U.S. Energy Information Administration (EIA)                                                        | www.eia.gov |
|                               | U.S. Environmental Protection Agency (EPA)                                                          | www.epa.gov |
|                               | Internal Revenue Service (IRS)                                                                      | www.irs.gov/statistics                                                                                              |
|                               | National Agricultural Statistics Service (NASS)                                                     | www.nass.usda.gov                                                                                                   |
|                               | National Center for Education Statistics (NCES)                                                     | nces.ed.gov |
|                               | National Center for Health Statistics (NCHS)                                                        | www.cdc.gov/nchs |
|                               | National Center for Science and Engineering Statistics (NCSES), National Science Foundation         | www.nsf.gov/statistics                                                                                              |
|                               | Office of Management and Budget (OMB), White House                                                  | www.whitehouse.gov/omb                                                                                              |
| Vietnam                       | Algemeen Bureau voor de Statistiek                                                                  | www.gso.gov.vn – gearchiveerd, www.gso.gov.vn                                                                       |
| Wallis en Futuna              | Service Territorial de la Statistique et des Études Économiques (STSEE)                             | www.statistique.wf                                                                                                  |
| Wit-Rusland                   | Nationaal Statistisch Comité van de Republiek Wit-Rusland                                           | www.belstat.gov.by                                                                                                  |
| Zambia                        | Central Statistical Office, Zambia (CSO)                                                            | www.zamstats.gov.zm                                                                                                 |
| Zimbabwe                      | Zimbabwe National Statistics Agency (ZIMSTAT)                                                       | www.zimstat.co.zw                                                                                                   |
| Zuid-Afrika                   | Statistics South Africa                                                                             | www.statssa.gov.za                                                                                                  |
| Zuid-Korea                    | Kostat (Statistics Korea)                                                                           | www.kostat.go.kr |
| Zweden                        | Statistika centralbyrå (SCB)                                                                        | www.scb.se |
| Zwitserland                   | Bondsbureau voor de Statistiek                                                                      | www.bfs.admin.ch |